# 浅田良逸

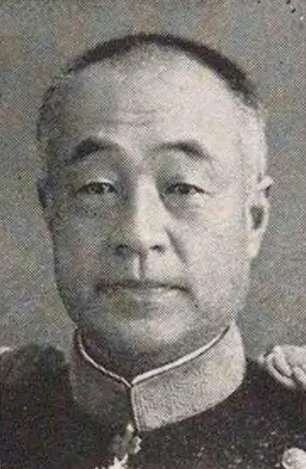
浅田良逸

浅田 良逸（あさだ りょういつ、1879年（明治12年）5月18日 - 1958年（昭和33年）4月8日）は、大日本帝国陸軍軍人、最終階級は陸軍中将。貴族院男爵議員。旧姓・笹森。

## 経歴
青森県弘前で笹森要蔵の五男として生まれ、陸軍大将・男爵浅田信興の養子となり、1927年（昭和2年）6月1日に男爵を襲爵した。
1899年（明治32年）11月21日陸軍士官学校（11期）を卒業後、1900年（明治33年）6月22日に歩兵少尉に任官。日露戦争に従軍し、陸軍大学校（22期、1910年11月卒業）に学び、1929年（昭和4年）8月1日に陸軍中将に至った。その間、近衛歩兵第2旅団副官、近衛歩兵第3連隊中隊長、参謀本部部員、陸軍歩兵学校研究部部員、歩兵第57連隊大隊長、教育総監部部員、陸軍大学校教官、歩兵第7連隊長、第11師団参謀長、歩兵第33旅団長、近衛師団司令部附、東京湾要塞司令官などを歴任した。1931年（昭和6年）8月29日、予備役に編入。
1932年（昭和7年）7月10日、貴族院男爵議員に選出され、公正会に属して活動し1946年（昭和21年）4月7日まで在職した。
なお、戦時中には、弟笹森順造が塾長をつとめた　東奥義塾の塾長に赴任している。

## 栄典
位階
- 1931年（昭和6年）9月28日 - 従三位[12]

## 親族
- 浅田稔子 - 妻（としこ、養父四女）[13]
- 笹森卯一郎 - 兄。鎮西学院院長。
- 笹森順造 - 弟。東奥義塾塾長、青山学院院長、衆議院議員、参議院議員、復員庁総裁、賠償庁長官。